# Sedum correptum
Sedum correptum är en fetbladsväxtart som beskrevs av Fröderstr.. Sedum correptum ingår i Fetknoppssläktet som ingår i familjen fetbladsväxter. Inga underarter finns listade i Catalogue of Life.